# Das Erste
Das Erste (německy „První“), také Erstes Deutsches Fernsehen („První německá televize“), je první veřejnoprávní televizní stanice založená na území Spolkové republiky Německo. Přímým předchůdcem bylo televizní vysílání rozhlasové stanice Nordwestdeutscher Rundfunk (Severozápadní německý rozhlas). Její stálý televizní program byl po dvou letech zkušebního provozu oficiálně spuštěn dne 25. prosince 1952 pod názvem Nordwestdeutscher Rundfunk-TV (NWDR-TV).
Od roku 1963 se pro toto televizní vysílání ujala neoficiální krátká forma názvu Das Erste, úplný oficiální název pak byl od roku 1984 Erstes Deutsches Fernsehen. Teprve od 1. dubna 1996 platí oficiálně krátká forma Das Erste.
Televizní program Das Erste patří do celoněmeckého veřejnoprávního sdružení televizních a rozhlasových stanic, známého pod zkratkou ARD (plným názvem Arbeitsgemeinschaft der Rundfunkanstalten Deutschlands, Pracovní sdružení rozhlasových stanic Německa). Do tohoto sdružení patří několik stanic, příslušných pro jednotlivé spolkové země (např. pro Bavorsko a Hesensko) nebo jejich uskupení.

## Dějiny
Televizní vysílání v Západním Německu vzniklo v návaznosti na první televizní přenosy v Nacistickém Německu, které bylo v důsledku válečného bombardování země zastaveno v roce 1944. Stanice NWDR-TV zahájila zkušební provoz dne 12. července 1950, stálé vysílání pak po dvou letech oficiálně dne 25. prosince 1952.

## Programová nabídka
Nejsledovanějším zpravodajským blokem v televizi Das Erste je několikrát denně vysílaný (naposledy ve 20 hodin, trvání 15 minut) pořad pod názvem Tagesschau (zhruba „Denní přehled“). Později večer pak jsou vysílána Tagesthemen („Denní témata“, trvání 30 minut). V odpoledních hodinách se vysílají spíše seriály. Známým odpoledním seriálem (soap operou) z produkce Das Erste je Sturm der Liebe (Síla lásky). Tento seriál je vysílán i v Česku na programu TV Barrandov v různých variantách názvů jako je Pauline a Leonard, Miriam a Robert atd. Velmi oblíbené jsou kriminální filmy pod názvem Tatort („Místo činu“), natáčené na mnoha místech Německa a jako premiéra vysílané zásadně večer v 20.15 hod. Televize Das Erste vysílá také pěveckou soutěž Eurovision Song Contest.

### Zpravodajské a jiné pořady
Výběr pořadů a zpravodajství na televizi Das Erste.
| Logo Tagesschau, 2015                        | Denní zpravodajství, vysílané několikrát denně již od roku 1952.                                                                        |
| Logo Tagesthemen, 2015                       | Denní zpravodajský magazín, vysílaný od pondělí do čtvrtka ve 22:15 hodin, v pátek a v sobotu ve 23:15 hodin a v neděli ve 22:45 hodin. |
| Logo ARD Sportschau (Sportovní zpravodajství | Sportovní zpravodajství, vysílané od roku 1961.                                                                                         |
| Logo Nachtmagazin (Noční magazín, 2015       | Informační magazín, vysílaný v noci. |
| Logo Fakt                                    | Politický magazín. |
| Logo Extra-3                                 | Politicko-satirický pořad. |

## Sledovanost
Průměrná sledovanost televize Das Erste v roce 2024 byla 13,0%, což je mírný nárůst oproti roku 2023. S nástupem soukromých televizních stanic začala sledovanost televize Das Erste rok od roku kolísavě klesat, například v roce 1990 byla v průměru ještě 30,8%. Das Erste má v současnosti nižší sledovanost než Zweites Deutsches Fernsehen (ZDF, „Druhá německá televize“).

## Současná loga
Loga používaná od 28. února 2015:

Oficiální logo
Staniční logo
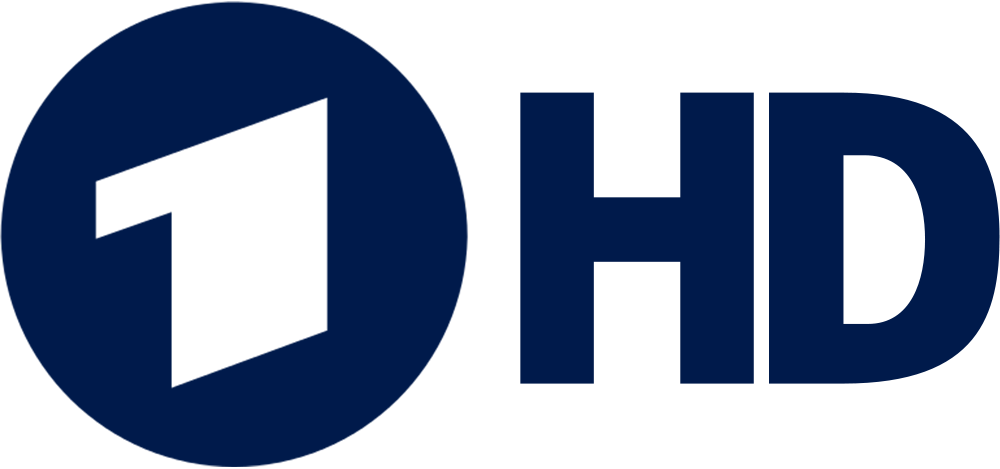
Staniční HD logo